# Teerijärvi (sjö i Polvijärvi, Norra Karelen)
Teerijärvi är en sjö i kommunen Polvijärvi i landskapet Norra Karelen i Finland. Sjön ligger 163,5 meter över havet. Arean är 66 hektar och strandlinjen är 4,75 kilometer lång. Sjön  ingår i Vuoksens huvudavrinningsområde.   Den ligger omkring 50 kilometer nordväst om Joensuu och omkring 380 kilometer nordöst om Helsingfors. 